# Lucky Luke (computerspel)
Lucky Luke de Belgische stripheld uit het Wilde Westen figureerde door de jaren in meerdere computerspellen meestal uitgebracht door het Franse Infogrames voor Windows. Er was ook een spel van Tiger Electronics op hun eigen minitoestel met ingebouwde bediening en later kwamen er ook spellen voor de spelconsoles Game Boy, Nintendo Wii , Nintendo DS en MacOS.

## Gameplay
Soms kan je enkel de rol van de held opnemen maar in sommige spelen zoals Go West! kan je ook de Daltons of andere figuren spelen. Je hebt altijd een hoofdverhaal soms aangevuld met minispellen om je behendigheid rond mikken, sturen, dansen en puzzelen te testen.

## Computerspellen
| Jaar | Titel                            | Scenario |
| ---- | -------------------------------- | --- |
| 2015 | Lucky Luke and the Daltons       | Neem het op in duels tegen de Daltons, waarin je schietkunsten op de proef worden gesteld en bereik je doel met Jolly Jumper in de kortst mogelijke tijd. |
| 2007 | Go West! A Lucky Luke Adventure  | De beruchte Daltons moeten voor een rechtszaak naar New York overgebracht worden. De broers kunnen hun ware aard niet onderdrukken. Ze ontsnappen en vervolgen hun criminele activiteiten. |
| 2001 | Lucky Luke: Wanted!              | De Daltons zijn nog maar net uit de gevangenis of ze overvallen alweer een bank. Lucky Luke zet galopperend de achtervolging in om de broeders in te rekenen. Het standaard avontuur bevat negen speelniveaus en vier bonusniveaus. Daarnaast is er ook een aparte multiplayerspelmodus met vier minispelletjes. |
| 2001 | Lucky Luke: Western Fever        | Lucky Luke moet zich een weg banen door Mexico en zich al schietend verweren tegen de lokale bandieten zonder zelf neergeschoten te worden. |
| 2000 | Lucky Luke: Desperado Trein      | Lucky Luke moet een door desperados gestolen trein achtervolgen. Dit brengt hem helemaal van de Amerikaanse Atlantische kust tot aan de Stille Oceaankust. Hij moet over 12 niveaus allerlei zaken verzamelen. Het spel bevat ook 5 minigames.                                                                   |
| 2000 | Lucky Luke: Daltons Op Het Spoor | |
| 1998 | Lucky Luke: Westernkoorts        | (zie hoger bij Western Fever) |
| 1996 | Lucky Luke                       | |
| 1987 | Lucky Luke: Nitroglycerine       | |
| 1984 | Lucky Luke: Tiger                | |